# Euscelidia cobice
Euscelidia cobice är en tvåvingeart som beskrevs av Dikow 2003. Euscelidia cobice ingår i släktet Euscelidia och familjen rovflugor. Inga underarter finns listade i Catalogue of Life.